# Буроглазка мегера
Буроглазка мегера, или Краеглазка мегера (лат. Lasiommata megera) — вид дневных бабочек из семейства бархатниц.
Видовой эпитет лат. megera связан с Мегерой, одной из трёх фурий, богиней-мстительницей, воплощением злобы и ревности из древнегреческой мифологии.

## Описание

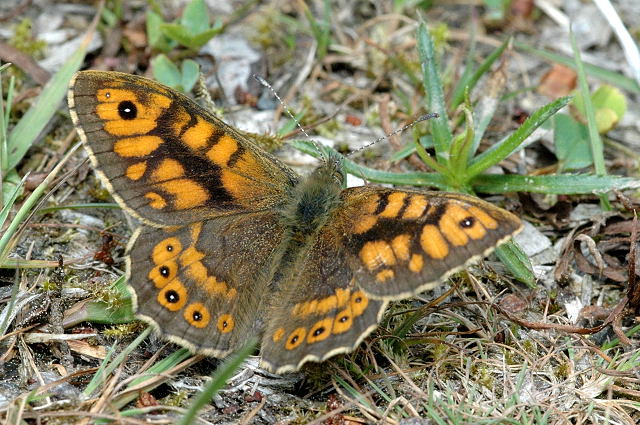
Самец

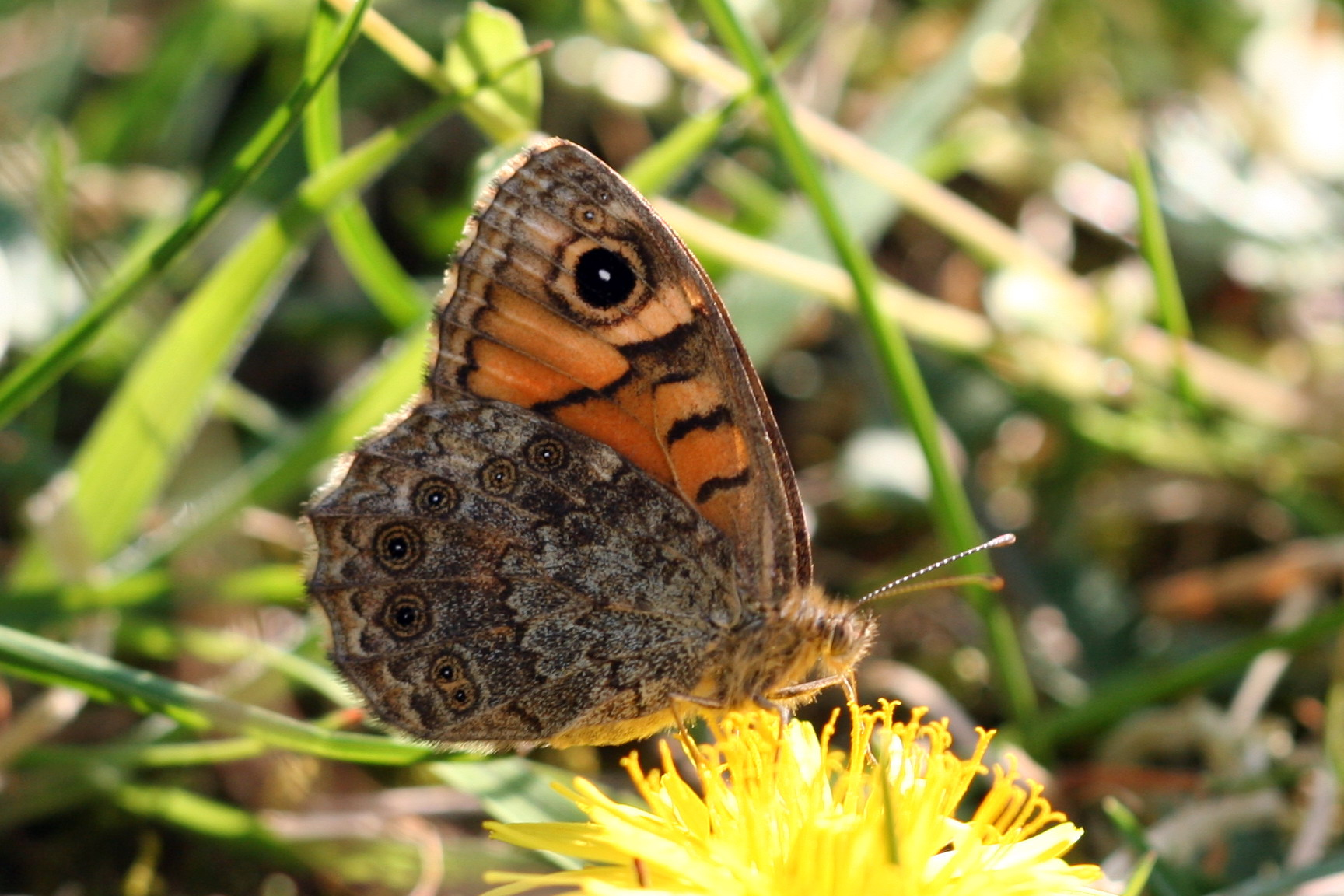
Нижняя сторона крыльев

Длина переднего крыла 21—23 мм. У самца переднее крыло оранжево-жёлтое, с тонким рисунком, состоящем из коричневой краевой полосы и узких тёмно-коричневых штрихов; через середину крыла проходит клиновидное, расширяющееся к анальному краю, андрокониальное поле. У вершины переднего крыла расположено контрастное чёрное глазчатое пятно с белым центром; иногда рядом с ним, ближе к вершине, имеется очень мелкое добавочное глазчатое пятнышко. Заднее крыло сверху широко затемнено у основания, с двумя жёлто-оранжевыми перевязями, разделённой узкой коричневой полосой; по внешней перевязи располагается ряд трёх — четырёх глазчатых пятен с белым центром. Нижняя поверхность переднего крыла охристо-оранжевая или охристо-жёлтая, с чёрным глазчатым пятном у вершины, светло-коричневой перевязью у края и четырьмя коричневыми штрихами, пересекающими центральную ячейку. Нижняя поверхность заднего крыла серо-коричневая, с тонким рисунком из многочисленных узких перевязей и шести — семи глазчатых пятен у края.
У самки рисунок, как у самца, без андрокониального поля на переднем крыле. Нижняя поверхность заднего крыла с более пёстрым рисунком и более узкими глазчатыми пятнами.
Описана из Австрии.
Яйцо светло-зелёное, овальной формы с сетчатой структурой.
Гусеница зелёная, с белыми полосками.

## Распространение
Европа, центр европейской части России, Белоруссия, Прибалтика (вплоть до севера Эстонии), юг европейской части России, юго-запад, юг и юго-восток Украины, Молдавия, Южное побережье Крыма, Карпаты, Турция, Кавказ, Закавказье, Малая Азия, Ближний Восток, Туркменистан, Северная Африка, а также Великобритания и Ирландия.
Встречается среди кустарников, по лесным полянам и опушкам, в долинах рек и балках, в парках и редколесьях. Садится на камни, заборы и стены. На Кавказе и в Закавказье встречается повсеместно до верхней границы лесов.

## Развитие

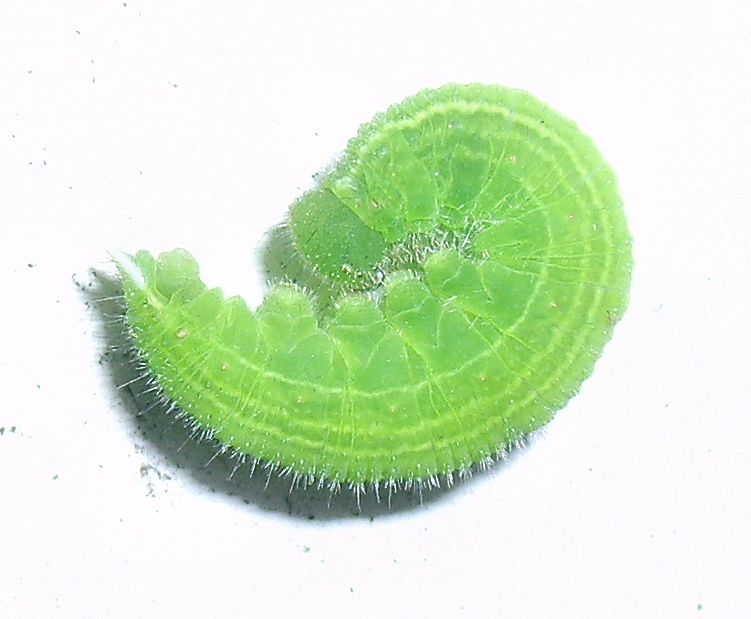
Гусеница

Развивается в двух поколениях, а на юге в трёх поколениях. Гусеницы разных поколений встречаются круглый год. Лёт бабочек с марта—апреля по август—сентябрь.
Гусеницы питаются растениями из семейства злаковые: овсяница (Festuca), мятлик (Poa), костёр (Bromus), луговик (Deschampsia), ежа (Dactylis), коротконожка (Brachypodium) (Hesselbarth et al., 1995, BRU, Nekrutenko, 1990).

## Классификация
Выделены следующие подвиды буроглазки Мегеры:
- Lasiommata megera var. megera — номинативный подвид
- Lasiommata megera var. megerina — Закавказье
- Lasiommata megera var. transcaspica — Туркменистан

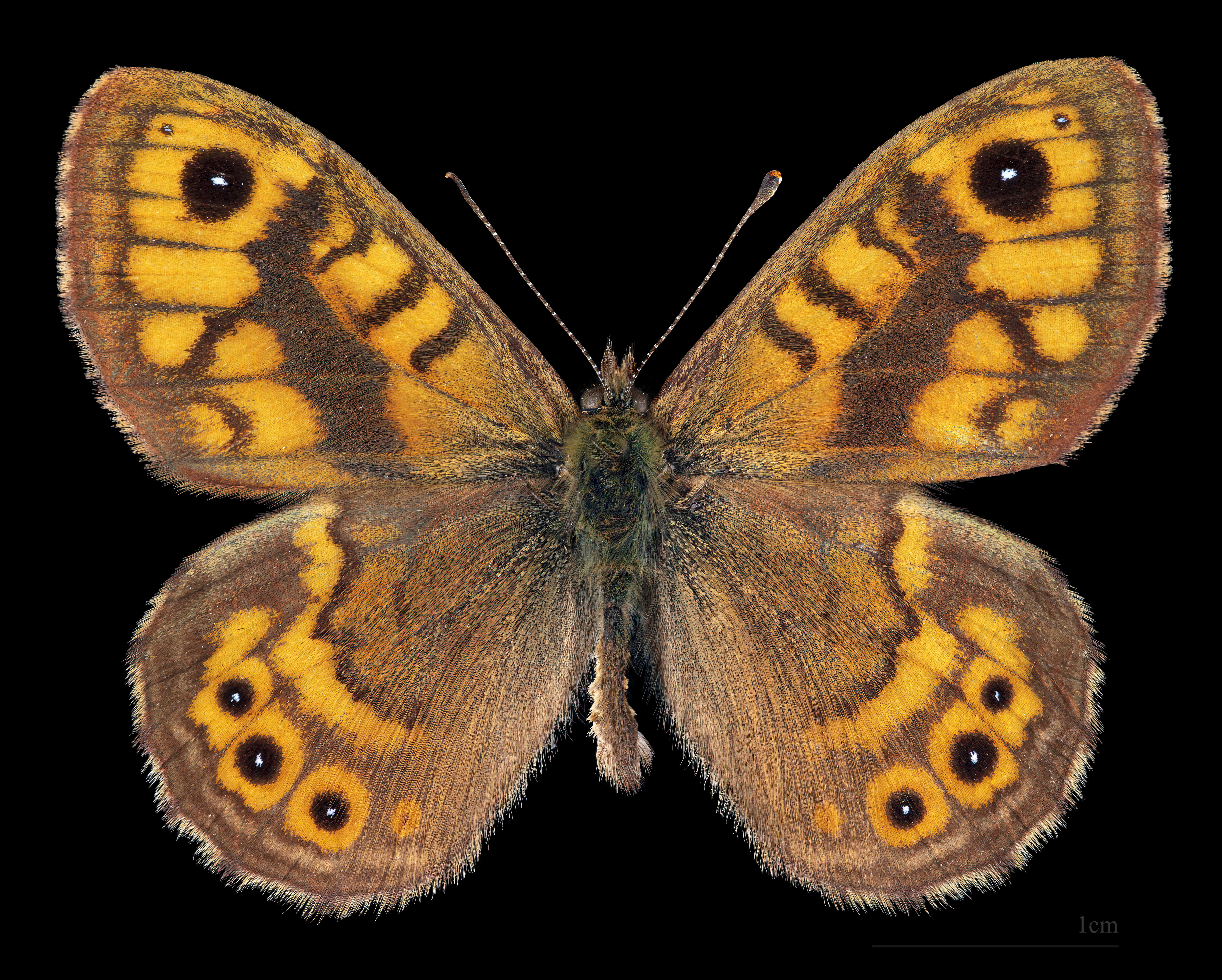
Lasiommata megera megera  ♂
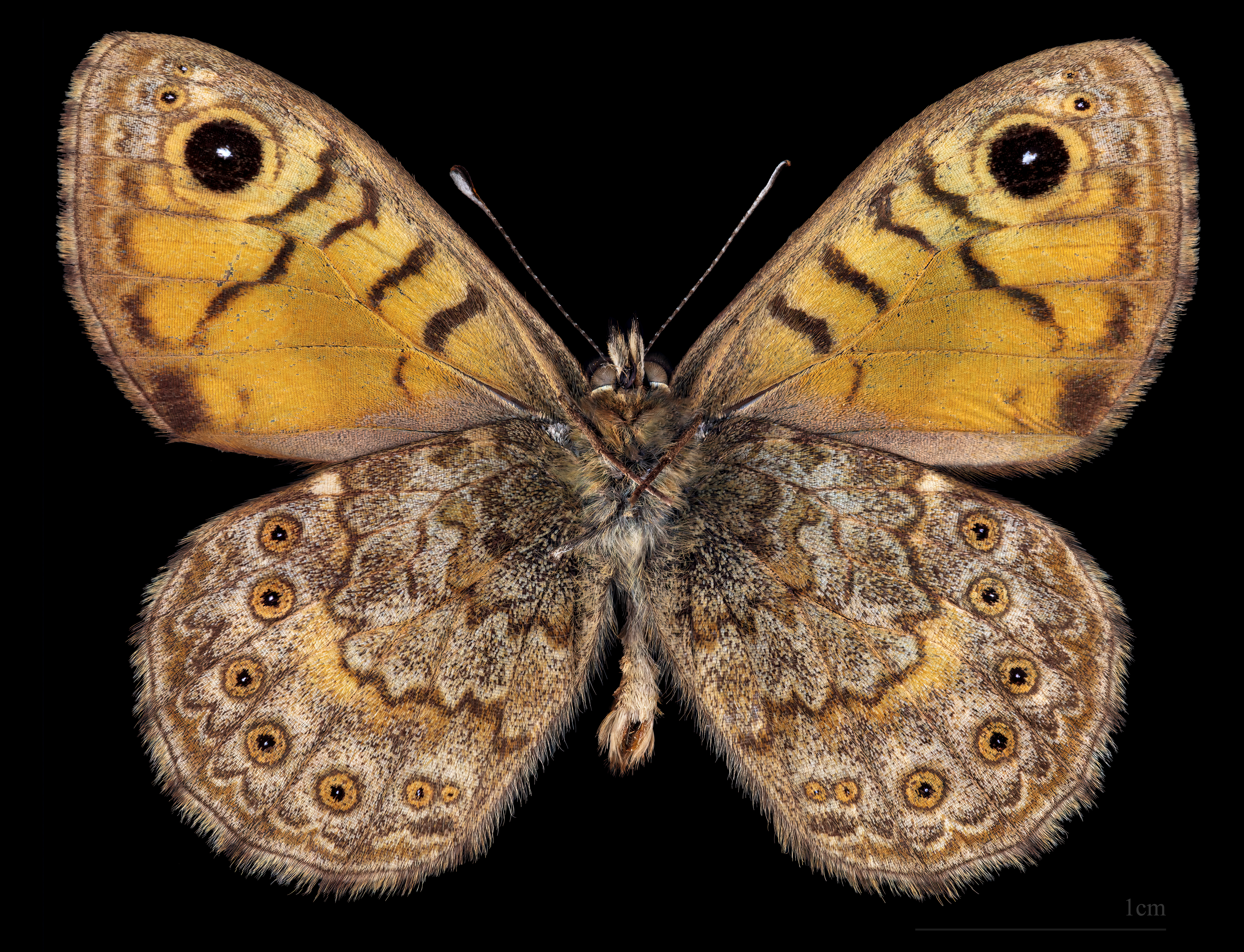
♂ △
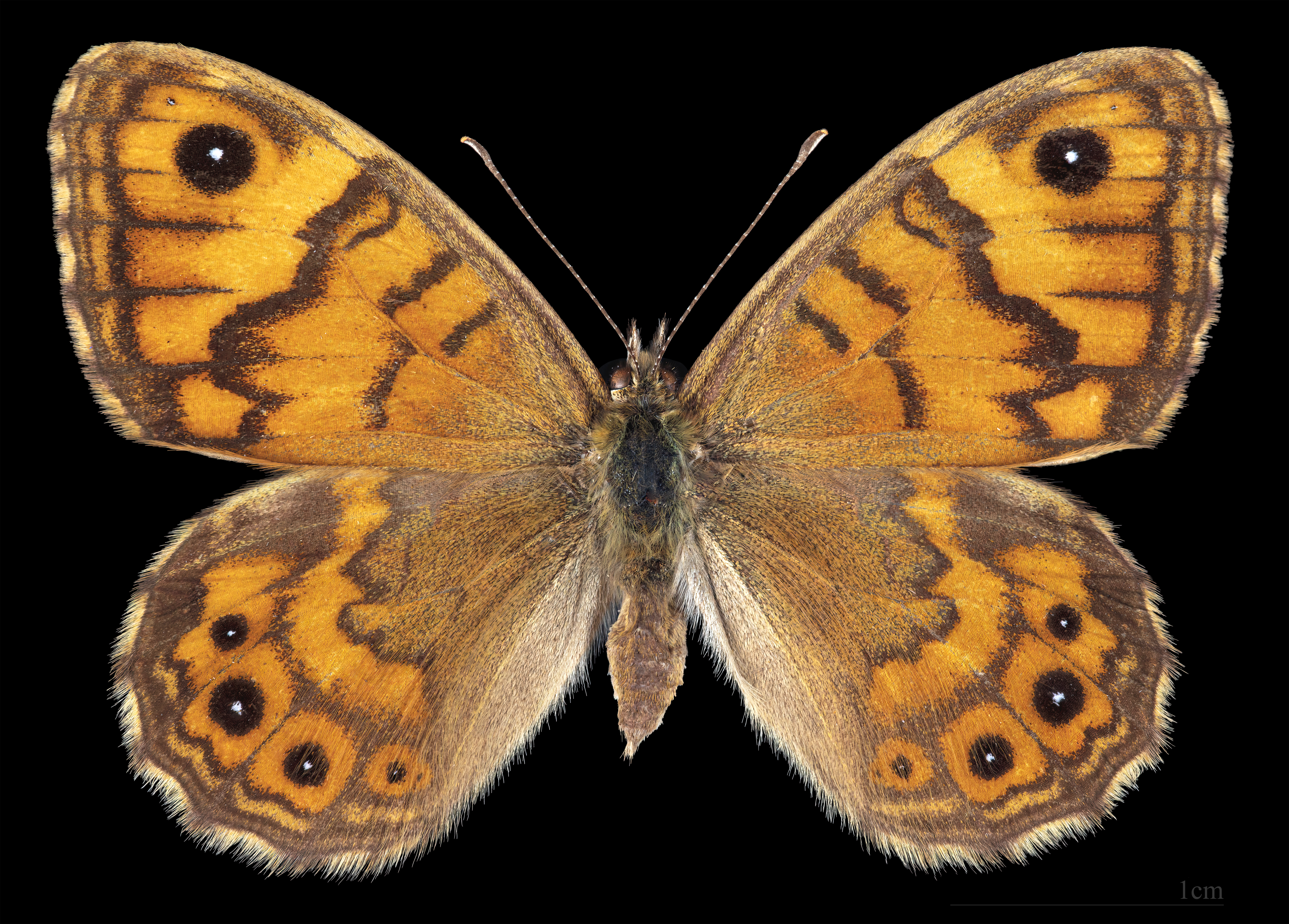
♀
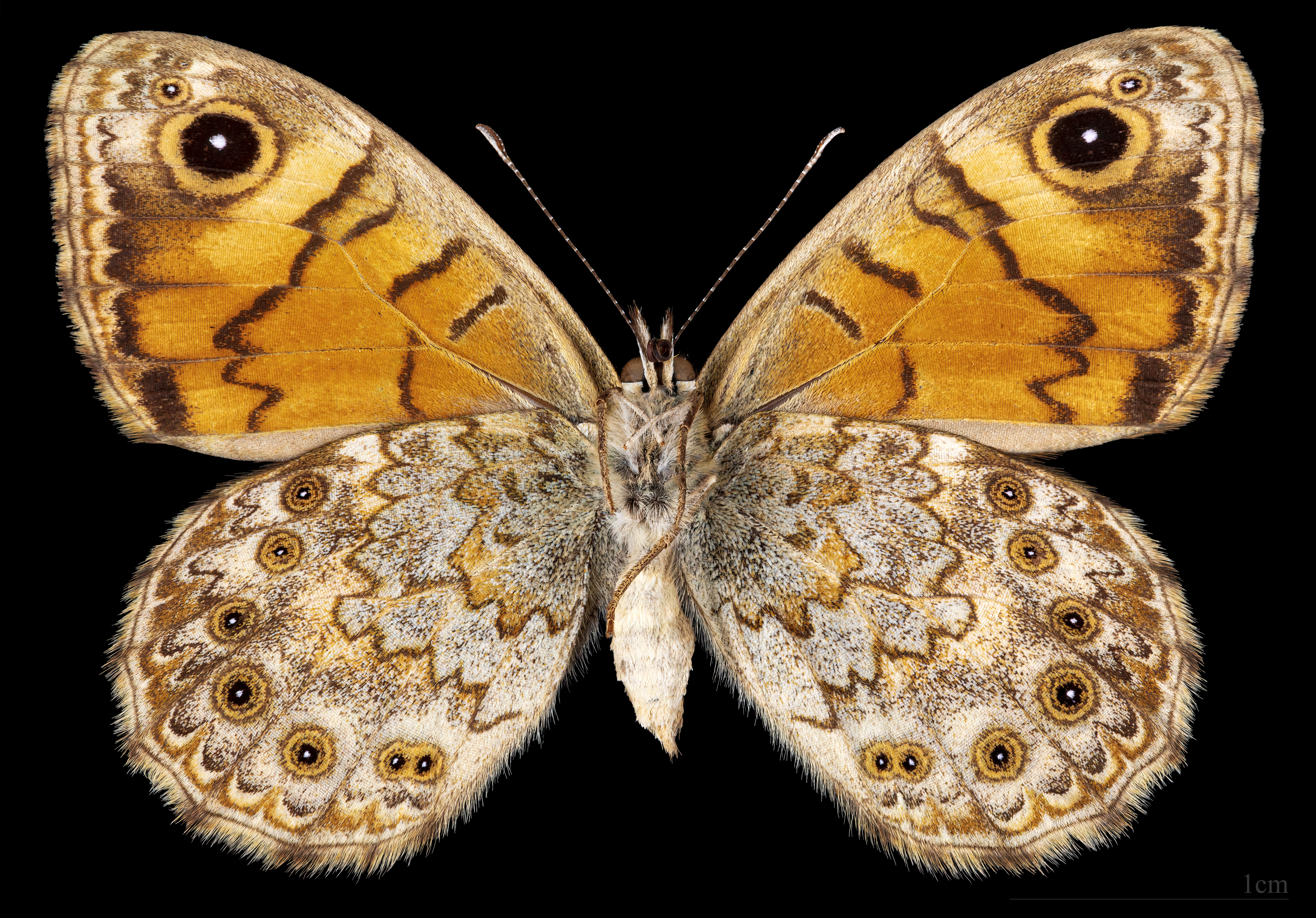
♀ △

## В филателии
Марка с изображением буроглазки Мегеры была выпущена в Гернси в 1981 году.